# カール・ハインリヒ・ローゼンブッシュ
ハリー・ローゼンブッシュ、カール・ハインリヒ・フェルディナント・ローゼンブッシュ（Karl Heinrich Ferdinand Rosenbusch、Harry Rosenbuschと呼ばれる、1836年6月24日 - 1914年1月20日）は、ドイツの岩石学者である。

## 生涯
アインベックに生まれた。フライブルクの大学で博士号を取り、1873年から1877年までストラスブール大学の教授を務め、その後ハイデルベルク大学の鉱物学の教授を務めた。
ストラスブールの時代にルドルフ・フェスと偏光顕微鏡を使って岩石の組織を観察､分類する記載岩石学（petrography）の創始者となった。この分野の著書に1873年の Mikroskopische Physiographie der wichtigen petrographisch Mineralien や1877年の Die mikroskopische Physiographie und der Mineralien Gesteine などがある。
1903年にロンドン地質学会からウォラストン・メダルを受賞した。